# Банник (артилерія)

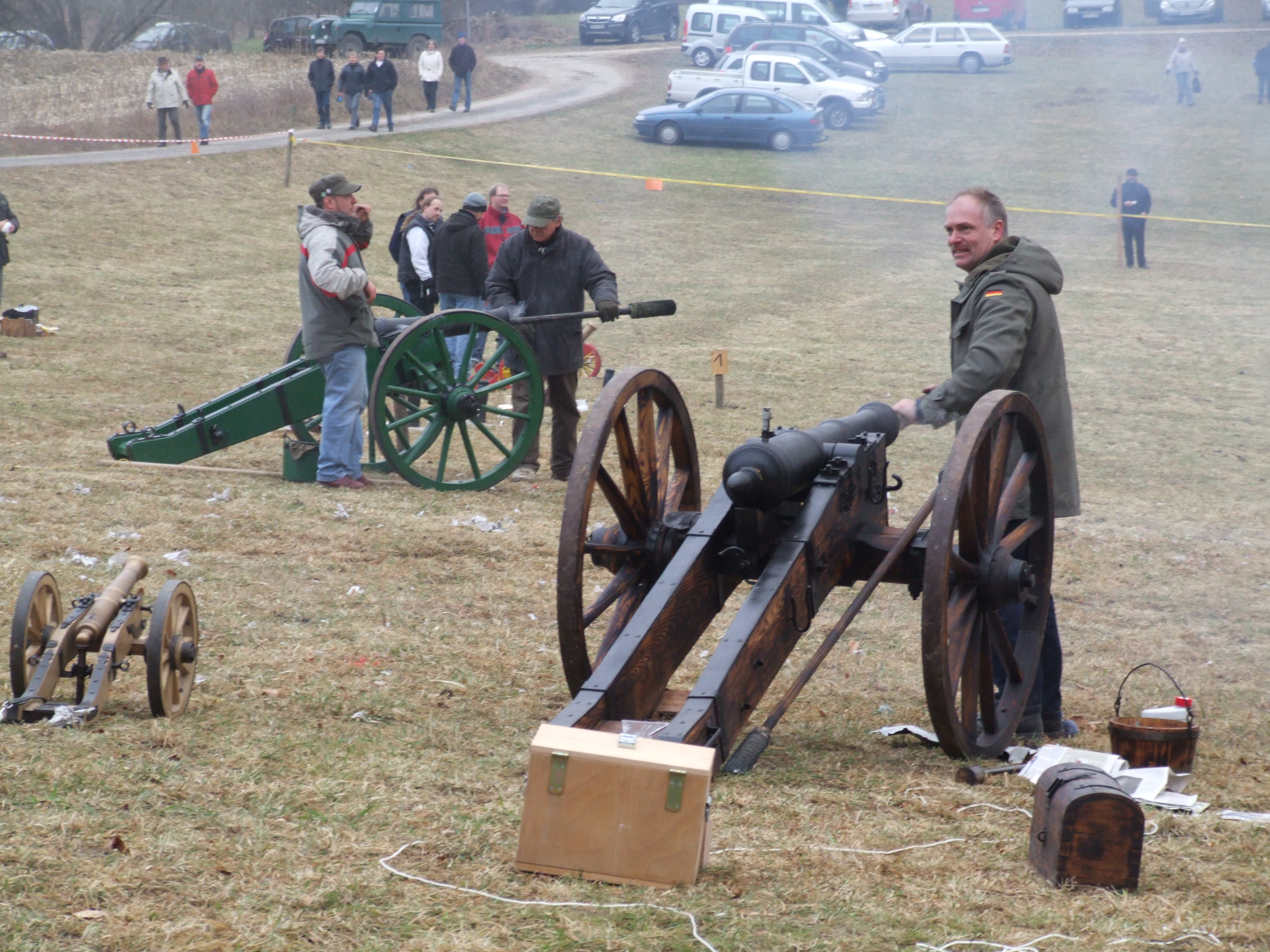
Банники використовують для прочищання гармат

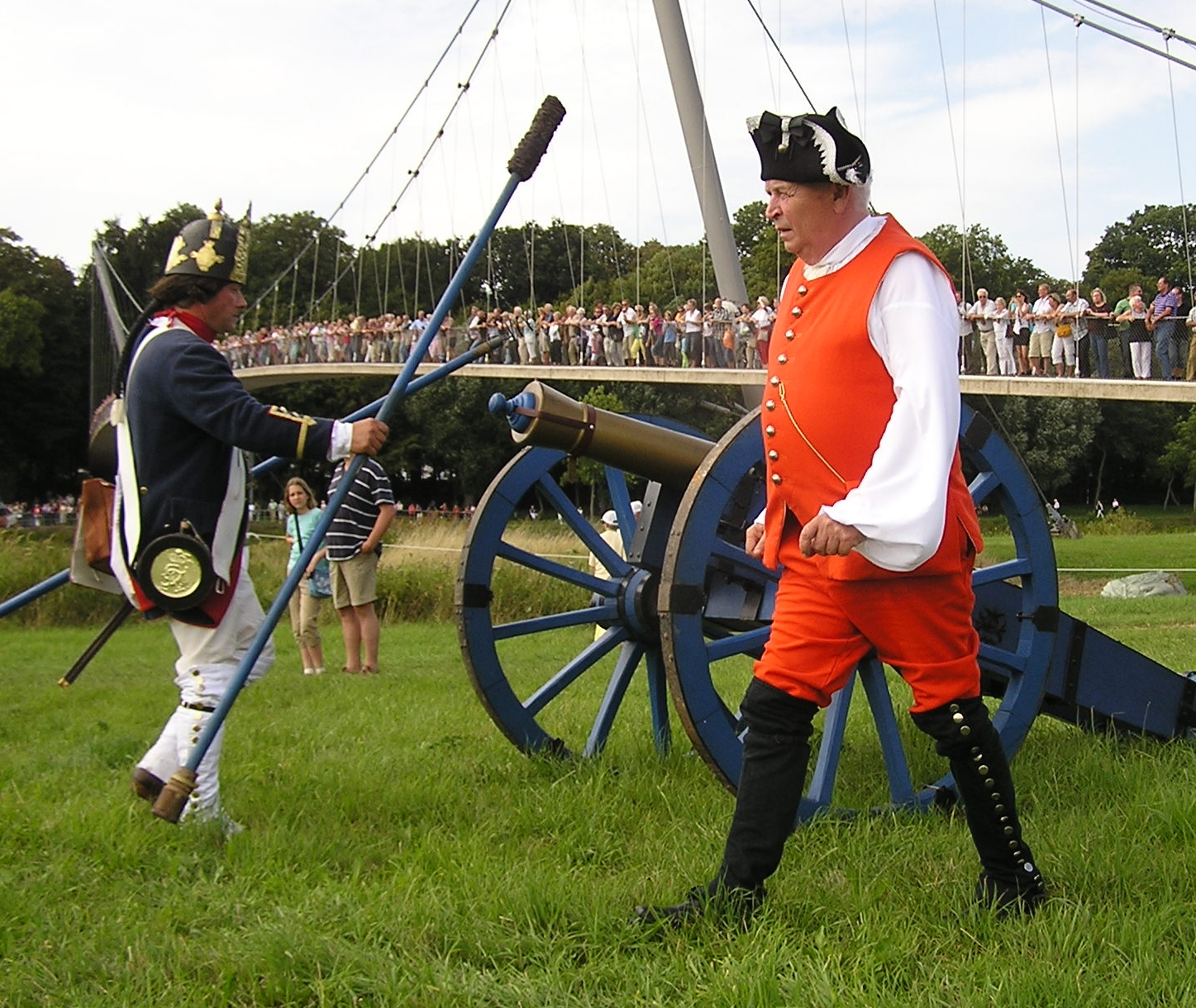
Реконструкція битви під Мінденом, 2009 рік.

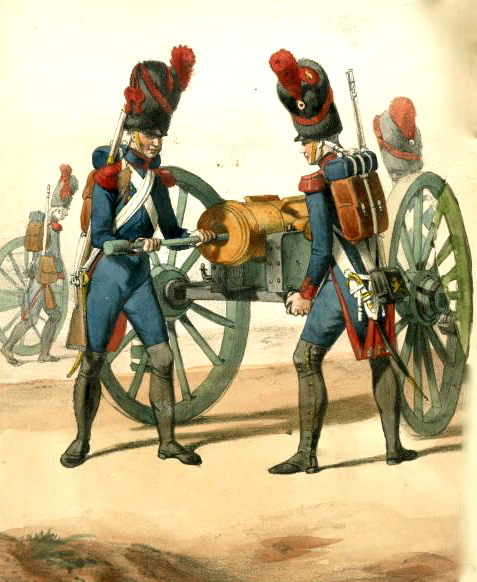
Солдати наполеонівської гвардійської пішої артилерії. 1808 рік.

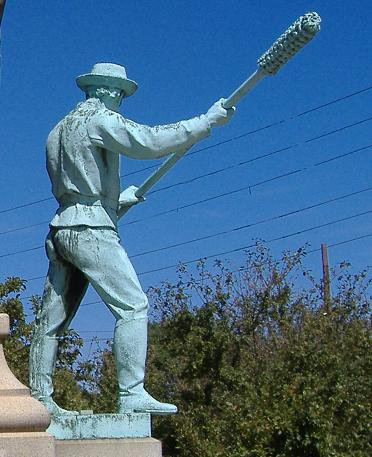
Артилерист армії південців з банником. Конфедератський меморіал у Луїсвіллі, Кентуккі, США. Скульптор Фердінанд фон Міллер

Ба́нник (від «банити») — артилерійський прилад, щітка циліндричної форми на довгому держаку, призначена для прочищання і змащування каналу ствола гармати. Артилерійський аналог шомпола для стрілецької зброї.
«Ба́нення» — чищення каналу ствола гармати після пострілу. Значення слова «банити» як «чистити ствол гармати» — вторинне від його первісного значення «мити, чистити водою».

## Історія
До винаходу бездимних порохів чищення каналу ствола та зарядної камори після пострілу було необхідністю, від ретельності виконання якої залежало життя гарматника-заряджальника. Рештки тканини зарядного картуза та незгорілі частинки пороху продовжували тліти у гарячому стволі. Закладання нової порції пороху за таких умов було небезпечним — він міг зайнятися під час заряджання. Для уникнення подібних випадків і застосовували банник. Ним вичищали недогорілі залишки попереднього заряду, причому для надійності щітку банника попередньо змочували водою з оцтом зі спеціальних посудин — цеберок, які возили з гарматами. Артилерист, що банив ствол, зазвичай вважався номером № 1 гарматної обслуги. Під час банення гармати один з номерів обслуги закривав запалювальний отвір пальцем з надітим замшовим чохлом — «напальником». Це робили для запобігання вилітанню іскор та припинення доступу повітря у канал ствола, що сприяло їхньому погасанню.
Гармати чистили банником з циліндричною щіткою. Для гаубиць, мортир, карронад і єдинорогів використовувалися два банники: один з циліндричною щіткою для банення ствола, другий зі щіткою у формі зрізаного конуса — для банення зарядних камор. У малокаліберній артилерії на протилежному кінці ратища банника насаджувався забивач — циліндр для досилання снаряда. Для звільнення від свинцювання ствола (що виникало від стрільби снарядами зі свинцевою оболонкою) застосовувався жорсткий кардовий банник — із кардової тканини. Його щітка виготовлялася із тонкого мідяного дроту або дроту з м'якого заліза, який кріпився пучками на шкірі або прогумованій тканині.
У пішій артилерії банник перевозили вставленим заднім кінцем у шкіряний наконечник-бушмат, прикріплений на дишлі артилерійського передка; у кінній артилерії бушмат прив'язувався до стремена гарматного номера з банником.
Після переходу артилерії на казеннозаряджувані снаряди банення ствола було скасоване заради швидкострільності, а для банення камор після пострілу стали уживатися укорочені банники. Довгий банник залишився знаряддям для чищення і змащування каналу. На другому кінці банника для малокаліберних гармат замість забивача тепер кріпився розрядник — пристрій для розряджання гармати. З впровадженням бездимних порохів (кінець XIX — початок XX ст.) банення під час стрільби більш не застосовується. Але банник досі зберігається як складова артилерійського приладдя, він призначений для доглядання каналів гарматних стволів і труб торпедних апаратів, їх чищення і змащування. Поряд зі звичайним банником на флоті уживається «гідробанник», який проводить чищення струменем води.

## Уживання як холодної зброї
Під час Бородінської битви на одну із російських батарей увірвалися польські улани і почали рубати гарматників. Нащадок українських козаків, генерал-майор В. Г. Костенецький опинився поруч і кинувся на допомогу. Обдарований геракловою силою та великим зростом, він став разити ворогів гарматним банником, допоки той не зламався. Гарматникам вдалося відбити атаку уланів і незабаром знову відкрити вогонь.
На зустрічі з імператором Олександром І Костенецький висловив побажання запровадити в російській армії банники із залізними держаками замість дерев'яних. Імператор відповів: «Залізні банники я можу мати, але звідки взяти Костенецьких, щоб володіли ними?»

## Інші значення
Котельний банник — прилад для чищення трубок парових котлів від накипу, дещо схожий з побутовим йоржиком. Складається з металевої щітки (так званої «шарошки») і гнучкого шланга. Котельні банники можуть бути як ручними, так і механічними (обертаними електромотором). Існують також апарати для прочищання котельних трубок сильним струменем води, пари або повітря, які також звуться «банниками». При їхньому застосовуванні накип попередньо розм'якшується спеціальними сумішами.